# Associazione Sportiva Livorno Calcio 2002-2003
Questa voce raccoglie le informazioni riguardanti l'Associazione Sportiva Livorno Calcio nelle competizioni ufficiali della stagione 2002-2003.

## Stagione
Nella stagione 2002-2003 il neopromosso Livorno, ritorna dopo trent'anni a disputare il campionato di Serie B, e grazie alla competenza e alle disponibilità del Commendatore genovese Aldo Spinelli riesce anche a disputare un tranquillo campionato, con il decimo posto a 49 punti, ma nel girone di andata è stata la squadra rivelazione del torneo, con 32 punti raccolti ed il secondo posto in classifica. Sulla panchina livornese è stato chiamato un giovane tecnico Roberto Donadoni ex ala destra del Milan e della Nazionale. Con 23 reti segnate Igor Protti ha vinto il titolo di miglior realizzatore cadetto per questa stagione. Sono salite in Serie A la Sampdoria, il Siena, il Lecce e l'Ancona, mentre sono retrocesse il Catania, il Genoa, il Cosenza e la Salernitana, poi riammesse per la riforma del campionato. Nella Coppa Italia la squadra amaranto disputa il girone 4 di qualificazione, che ha promosso al secondo turno l'Empoli, vincendo una sola partita (3-2) con la Pistoiese.

## Divise e sponsor
Il fornitore di materiale tecnico per la stagione 2002-2003 fu Asics, mentre lo sponsor ufficiale fu Cassa di Risparmio di Livorno Gruppo Bipielle.
| 1ª divisa | 2ª divisa |

## Organigramma societario
Area direttiva
- Presidente: Aldo Spinelli
- Amministratore delegato: Roberto Spinelli
- Direttore sportivo: Roberto Tancredi
- Addetto stampa: Paolo Nacarlo
- Segretario generale: Alessandro Bini
- Segretaria: Cristina Martorella

Area tecnica
- Allenatore: Roberto Donadoni
- Allenatore in 2ª: Agostino Pecorario
- Preparatore dei portieri: Pietro Spinosa
- Allenatore Primavera: Roberto Franzon
- Preparatore atletico: Giovanni Andreini

Area sanitaria
- Medico sociale: Manlio Porcellini
- Massaggiatori: Giancarlo Conti e Valerio Giuliani

## Rosa
| N. |                     | Ruolo | Calciatore            |
| -- | ------------------- | ----- | --------------------- |
| 1  | Italia (bandiera)   | P     | Marco Amelia          |
| 2  | Italia (bandiera)   | D     | Juriy Cannarsa        |
| 3  | Italia (bandiera)   | D     | Davide Mezzanotti     |
| 4  | Italia (bandiera)   | C     | Michele Gelsi         |
| 5  | Italia (bandiera)   | D     | Stefano Fanucci       |
| 6  | Italia (bandiera)   | D     | Richard Vanigli       |
| 7  | Italia (bandiera)   | C     | Gennaro Ruotolo       |
| 8  | Italia (bandiera)   | A     | Gianpietro Piovani    |
| 8  | Italia (bandiera)   | C     | Patrizio Billio       |
| 9  | Lituania (bandiera) | A     | Tomas Danilevičius    |
| 10 | Italia (bandiera)   | A     | Igor Protti           |
| 11 | Italia (bandiera)   | A     | Emiliano Biliotti     |
| 13 | Italia (bandiera)   | C     | Charles Ferretti      |
| 14 | Italia (bandiera)   | C     | Claudio Grauso        |
| 16 | Italia (bandiera)   | C     | David Stefani         |
| 16 | Italia (bandiera)   | A     | Nicolò Rossetti       |
| 17 | Italia (bandiera)   | D     | Armando Perna         |
| 18 | Brasile (bandiera)  | D     | Fábio Eduardo Cribari |

| N. |                    | Ruolo | Calciatore           |
| -- | ------------------ | ----- | -------------------- |
| 19 | Italia (bandiera)  | D     | Giorgio Chiellini    |
| 20 | Italia (bandiera)  | C     | Mario Bortolazzi     |
| 21 | Italia (bandiera)  | A     | Matteo Serafini      |
| 22 | Italia (bandiera)  | A     | Alessandro Tulli     |
| 23 | Italia (bandiera)  | C     | Alessandro Doga      |
| 24 | Italia (bandiera)  | D     | Alessio Del Tongo    |
| 29 | Nigeria (bandiera) | A     | Hugo Enyinnaya       |
| 30 | Italia (bandiera)  | P     | Luca Mazzoni         |
| 32 | Italia (bandiera)  | P     | Francesco Palmieri   |
| 38 | Italia (bandiera)  | A     | Marco Negri          |
| 70 | Italia (bandiera)  | D     | David Balleri        |
| 76 | Italia (bandiera)  | P     | Gabriele Aldegani    |
| 79 | Italia (bandiera)  | D     | Matteo Melara        |
| 82 | Italia (bandiera)  | C     | Maurizio Ciaramitaro |
| 83 | Italia (bandiera)  | A     | Alessio Mordagà      |
| 84 | Italia (bandiera)  | C     | Nicola Iannotti      |
| 90 | Italia (bandiera)  | C     | Davide Saverino      |

## Risultati

### Serie B

#### Girone di andata
| Arbitro: | Treossi (Forlì) |

|                                 |           |  |
| Flachi 43’ (rig.) Valtolina 85’ | Marcatori |  |

| Arbitro: | Girardi (San Donà di Piave) |

|              |           |  |
| Saverino 21’ | Marcatori |  |

| Arbitro: | Gabriele (Frosinone) |

|  |           |                   |
|  | Marcatori | 36’ (rig.) Protti |

| Arbitro: | Preschern (Mestre) |

|                          |           |  |
| Protti 54’ Enyinnaya 74’ | Marcatori |  |

| Arbitro: | Messina (Bergamo) |

|                              |           |                     |
| Vignaroli 80’ Dobrijević 88’ | Marcatori | 90+6’ (rig.) Protti |

| Arbitro: | De Santis (Tivoli) |

|                    |           |  |
| Maniero 56’ (rig.) | Marcatori |  |

| Arbitro: | De Marco (Chiavari) |

|            |           |                        |
| Protti 58’ | Marcatori | 12’ D'Aversa 24’ Frick |

| Arbitro: | Castellani (Verona) |

|  |           |                   |
|  | Marcatori | 13’ (rig.) Protti |

| Arbitro: | Morganti (Ascoli Piceno) |

|                        |           |             |
| Fanucci 22’ Protti 39’ | Marcatori | 90+4’ Rossi |

| Arbitro: | Cannella (Palermo) |

|                      |           |  |
| Protti 53’ Tulli 79’ | Marcatori |  |

| Arbitro: | Tombolini (Ancona) |

|                        |           |              |
| Sullo 33’ Zampagna 62’ | Marcatori | 90+2’ Melara |

| Arbitro: | Cannella (Palermo) |

|                               |           |  |
| Fanucci 35’ Protti 55’ (rig.) | Marcatori |  |

| Arbitro: | Rizzoli (Bologna) |

|              |           |  |
| Vugrinec 51’ | Marcatori |  |

| Arbitro: | Ayroldi (Molfetta) |

|            |           |                |
| Protti 78’ | Marcatori | 70’ Tiribocchi |

| Vicenza 8 dicembre 2002 15ª giornata | Vicenza            | 0 – 0 | Livorno | Stadio Romeo Menti (5 651 spett.)\| Arbitro: \| Ayroldi (Molfetta) \| |
| Arbitro:                             | Ayroldi (Molfetta) |       |         |                                                                       |

| Arbitro: | Cruciani (Pesaro) |

|                              |           |                        |
| Negri 24’, 43’, 89’ Doga 68’ | Marcatori | 41’ Alteri 71’ Perrone |

| Arbitro: | De Marco (Chiavari) |

|  |           |                           |
|  | Marcatori | 20’, 68’ Negri 57’ Protti |

| Arbitro: | Nucini (Bergamo) |

|                         |           |           |
| Protti 50’ Biliotti 88’ | Marcatori | 33’ Taldo |

| Arbitro: | Preschern (Mestre) |

|               |           |  |
| Perović 90+1’ | Marcatori |  |

#### Girone di ritorno
| Arbitro: | Tombolini (Ancona) |

|            |           |             |
| Protti 67’ | Marcatori | 55’ Bazzani |

| Arbitro: | Nucini (Bergamo) |

|             |           |              |
| Abeijón 70’ | Marcatori | 46’ Cannarsa |

| Arbitro: | Brighi (Cesena) |

|           |           |                  |
| Negri 16’ | Marcatori | 6’ (aut.) Grauso |

| Arbitro: | Nucini (Bergamo) |

|           |           |  |
| Parisi 9’ | Marcatori |  |

| Livorno 2 marzo 2003 24ª giornata | Livorno            | 0 – 0 | Salernitana | Stadio Armando Picchi (8 345 spett.)\| Arbitro: \| Cannella (Palermo) \| |
| Arbitro:                          | Cannella (Palermo) |       |             |                                                                          |

| Arbitro: | Treossi (Forlì) |

|                         |           |                                     |
| Protti 64’ Biliotti 67’ | Marcatori | 34’ (rig.) La Grottería 36’ Morrone |

| Arbitro: | Bergonzi (Genova) |

|                |           |                   |
| Borgobello 88’ | Marcatori | 83’ (rig.) Protti |

| Arbitro: | Dondarini (Finale Emilia) |

|          |           |             |
| Doga 10’ | Marcatori | 42’ Vidigal |

| Arbitro: | Cannella (Palermo) |

|             |           |                  |
| Firmani 11’ | Marcatori | 24’ Danilevičius |

| Arbitro: | Ayroldi (Molfetta) |

|                                            |           |           |
| Mihalcea 57’ D'Isanto 79’ De Francesco 84’ | Marcatori | 70’ Negri |

| Arbitro: | Treossi (Forlì) |

|                                    |           |              |
| Negri 40’ Protti 45+2’, 59’, 90+5’ | Marcatori | 66’ Zampagna |

| Arbitro: | Paparesta (Bari) |

|                        |           |              |
| Mendil 61’ Bruno 90+3’ | Marcatori | 87’ Saverino |

| Arbitro: | Rodomonti (Roma) |

|               |           |                              |
| Enyinnaya 74’ | Marcatori | 48’ Chevantón 53’ Giacomazzi |

| Arbitro: | Dattilo (Locri) |

|                              |           |  |
| Mignani 16’ Pinga 88’ (rig.) | Marcatori |  |

| Arbitro: | Rizzoli (Bologna) |

|                         |           |                         |
| Biliotti 51’ Melara 55’ | Marcatori | 34’ Schwoch 89’ Semioli |

| Arbitro: | Cruciani (Pesaro) |

|  |           |                           |
|  | Marcatori | 40’ Bortolazzi 59’ Protti |

| Arbitro: | Palanca (Roma) |

|                 |           |                            |
| Protti 21’, 67’ | Marcatori | 31’ Spinesi 78’ D'Agostino |

| Arbitro: | Treossi (Forlì) |

|                                            |           |                 |
| Monaco 27’ Martusciello 61’ Possanzini 62’ | Marcatori | 37’, 89’ Protti |

| Arbitro: | Bertini (Arezzo) |

|            |           |           |
| Protti 71’ | Marcatori | 50’ Daino |

### Coppa Italia

#### Girone 4
| Arbitro: | Pieri (Genova) |

|                        |           |           |
| Protti 74’ (rig.), 76’ | Marcatori | 33’ Suazo |

| Arbitro: | Trefoloni (Siena) |

|                        |           |                  |
| Belleri 2’ Saudati 47’ | Marcatori | 45’ Danilevičius |

| Arbitro: | Bergonzi (Genova) |

|                                                  |           |                       |
| Protti 5’ Danilevičius 25’ Negro Frer 38’ (aut.) | Marcatori | 60’ Vigiani 66’ Ferro |

## Statistiche

### Statistiche di squadra
| Competizione | Punti | In casa | In casa | In casa | In casa | In casa | In casa | In trasferta | In trasferta | In trasferta | In trasferta | In trasferta | In trasferta | Totale | Totale | Totale | Totale | Totale | Totale | DR |
| Competizione | Punti | G       | V       | N       | P       | Gf      | Gs      | G            | V            | N            | P            | Gf           | Gs           | G      | V      | N      | P      | Gf     | Gs     | DR |
| ------------ | ----- | ------- | ------- | ------- | ------- | ------- | ------- | ------------ | ------------ | ------------ | ------------ | ------------ | ------------ | ------ | ------ | ------ | ------ | ------ | ------ | -- |
| Serie B      | 49    | 19      | 8       | 9       | 2       | 32      | 20      | 19           | 4            | 4            | 11           | 16           | 23           | 38     | 12     | 13     | 13     | 48     | 43     | +5 |
| Coppa Italia | -     | 2       | 2       | 0       | 0       | 5       | 3       | 1            | 0            | 0            | 1            | 1            | 2            | 3      | 2      | 0      | 1      | 6      | 5      | +1 |
| Totale       | -     | 21      | 10      | 9       | 2       | 37      | 23      | 20           | 4            | 4            | 12           | 17           | 25           | 41     | 14     | 13     | 14     | 54     | 48     | +6 |

### Statistiche dei giocatori
| Giocatore       | Serie A  | Serie A | Serie A     | Serie A    | Coppa Italia | Coppa Italia | Coppa Italia | Coppa Italia | Totale   | Totale | Totale      | Totale     |
| Giocatore       | Presenze | Reti    | Ammonizioni | Espulsioni | Presenze     | Reti         | Ammonizioni  | Espulsioni   | Presenze | Reti   | Ammonizioni | Espulsioni |
| --------------- | -------- | ------- | ----------- | ---------- | ------------ | ------------ | ------------ | ------------ | -------- | ------ | ----------- | ---------- |
| G. Aldegani     | 2        | -3      | 0           | 0          | 1            | -2           | 0            | 0            | 3        | -5     | 0           | 0          |
| M. Amelia       | 35       | -39     | 0           | 0          | 2            | -3           | 0            | 0            | 37       | -42    | 0           | 0          |
| D. Balleri      | 33       | 0       | 8           | 2          | -            | -            | -            | -            | 33       | 0      | 8           | 2          |
| E. Biliotti     | 30       | 3       | 6           | 0          | 3            | 0            | 0            | 0            | 33       | 3      | 6           | 0          |
| P. Billio       | 4        | 0       | 1           | 0          | -            | -            | -            | -            | 4        | 0      | 1           | 0          |
| M. Bortolazzi   | 17       | 1       | 3           | 0          | 1            | 0            | 0            | 0            | 18       | 1      | 3           | 0          |
| J. Cannarsa     | 31       | 1       | 4           | 1          | 2            | 0            | 0            | 0            | 33       | 1      | 4           | 1          |
| G. Chiellini    | 6        | 0       | 0           | 0          | 1            | 0            | 0            | 0            | 7        | 0      | 0           | 0          |
| M. Ciaramitaro  | 21       | 0       | 1           | 0          | -            | -            | -            | -            | 21       | 0      | 1           | 0          |
| F. Cribari      | 5        | 0       | 0           | 0          | -            | -            | -            | -            | 5        | 0      | 0           | 0          |
| T. Danilevičius | 21       | 1       | 3           | 1          | 3            | 2            | 0            | 0            | 24       | 3      | 3           | 1          |
| A. Doga         | 33       | 2       | 5           | 0          | 2            | 0            | 1            | 0            | 35       | 2      | 6           | 0          |
| H. Enyinnaya    | 17       | 2       | 2           | 0          | 1            | 0            | 0            | 0            | 18       | 2      | 2           | 0          |
| S. Fanucci      | 15       | 2       | 7           | 1          | 2            | 0            | 0            | 0            | 17       | 2      | 7           | 1          |
| M. Gelsi        | 7        | 0       | 2           | 0          | 2            | 0            | 1            | 0            | 9        | 0      | 3           | 0          |
| C. Grauso       | 32       | 0       | 9           | 1          | 2            | 0            | 0            | 0            | 34       | 0      | 9           | 1          |
| N. Iannotti     | 2        | 0       | 0           | 0          | -            | -            | -            | -            | 2        | 0      | 0           | 0          |
| M. Melara       | 29       | 2       | 4           | 1          | 1            | 0            | 0            | 0            | 30       | 2      | 4           | 1          |
| D. Mezzanotti   | 17       | 0       | 4           | 0          | 2            | 0            | 1            | 0            | 19       | 0      | 5           | 0          |
| A. Mordagà      | 2        | 0       | 1           | 0          | -            | -            | -            | -            | 2        | 0      | 1           | 0          |
| M. Negri        | 20       | 8       | 0           | 0          | -            | -            | -            | -            | 20       | 8      | 0           | 0          |
| F. Palmieri     | 1        | -1      | 0           | 0          | -            | -            | -            | -            | 1        | -1     | 0           | 0          |
| A. Perna        | 10       | 0       | 3           | 1          | 2            | 0            | 0            | 0            | 12       | 0      | 3           | 1          |
| G. Piovani      | 14       | 0       | 1           | 0          | 1            | 0            | 0            | 0            | 15       | 0      | 1           | 0          |
| I. Protti       | 37       | 23      | 4           | 0          | 3            | 3            | 0            | 0            | 40       | 26     | 4           | 0          |
| N. Rossetti     | 1        | 0       | 0           | 0          | -            | -            | -            | -            | 1        | 0      | 0           | 0          |
| G. Ruotolo      | 18       | 0       | 2           | 0          | 2            | 0            | 0            | 1            | 20       | 0      | 2           | 1          |
| D. Saverino     | 26       | 2       | 4           | 0          | 3            | 0            | 1            | 0            | 29       | 2      | 5           | 0          |
| M. Serafini     | 1        | 0       | 0           | 0          | -            | -            | -            | -            | 1        | 0      | 0           | 0          |
| D. Stefani      | -        | -       | -           | -          | 1            | 0            | 0            | 0            | 1        | 0      | 0           | 0          |
| A. Tulli        | 4        | 1       | 1           | 0          | 3            | 0            | 0            | 0            | 7        | 1      | 1           | 0          |
| R. Vanigli      | 30       | 0       | 8           | 0          | 1            | 0            | 0            | 0            | 31       | 0      | 8           | 0          |